# اچ‌ام‌اس چاریتی (آر۲۹)
اچ‌ام‌اس چاریتی (آر۲۹) (به انگلیسی: HMS Charity (R29)) یک کشتی است که طول آن ۳۶۳ فوت (۱۱۱ متر) می‌باشد. این کشتی در سال ۱۹۴۴ ساخته شد.